# 细叶早熟禾
细叶早熟禾（学名：Poa angustifolia），为禾本科早熟禾属下的一个植物种。